# St. Johannes der Täufer (Überbach)

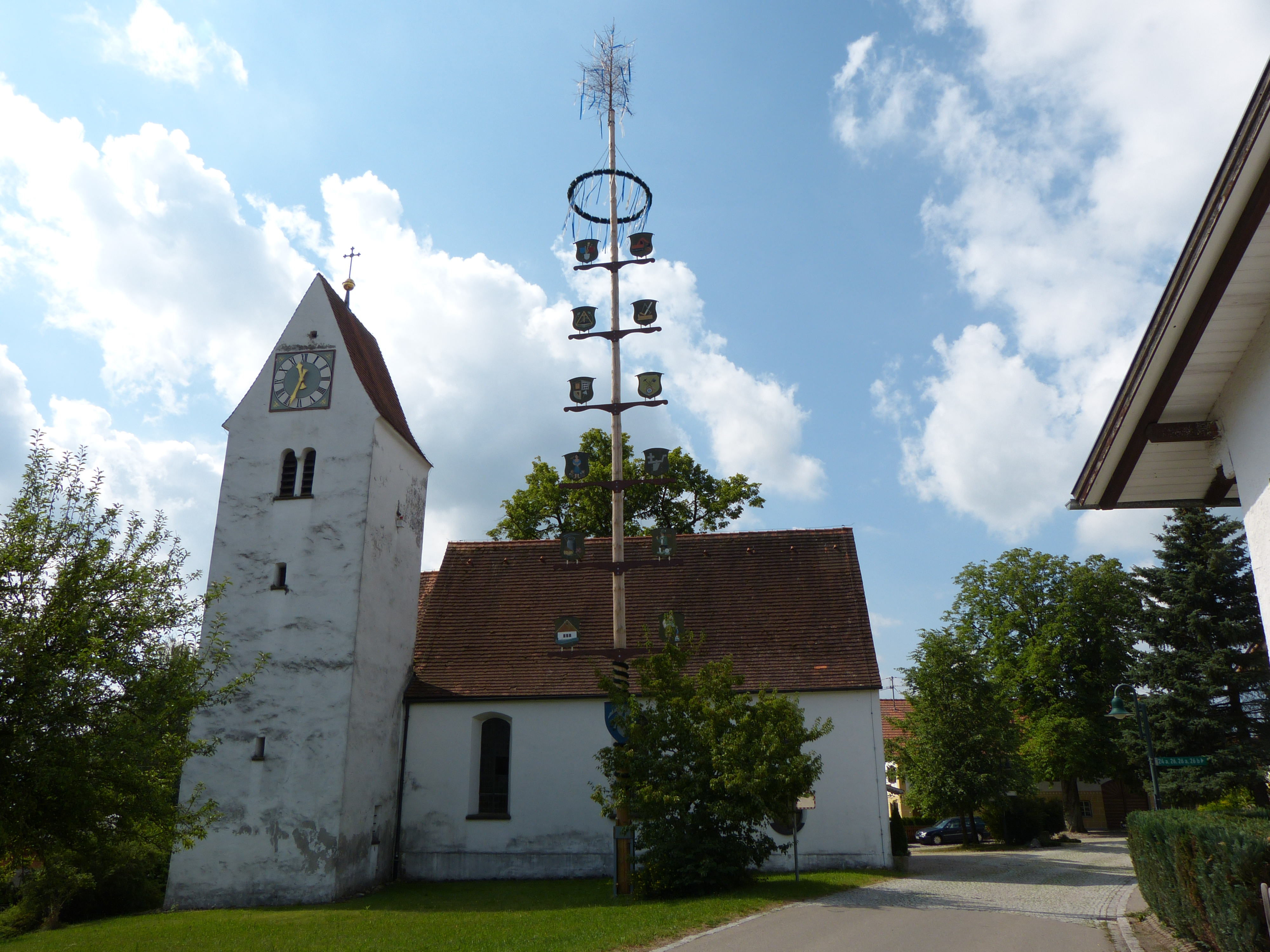
St. Johannes der Täufer in Überbach

Die römisch-katholische Kirche St. Johannes der Täufer befindet sich in Überbach, einem Ortsteil von Dietmannsried im Landkreis Oberallgäu (Bayern). Die Kirche steht unter Denkmalschutz.

## Geschichte
Die Kirche wurde wohl ursprünglich als Eigenkirche in Zusammenhang mit der Burg Überbach im 16. Jahrhundert errichtet. Im Jahre 1338 wird bereits ein Heinrich Ritzner von Überbach (= Heinrich von Kempten) erwähnt. Seit 1533 bestand ein Patronat des Blasius Vorner in Überbach in welches vermutlich die Errichtung der Kirche fällt. Zum Fürststift Kempten gehörig ist die Kirche seit 1592. In den Jahren 1680 bis 1700 fand eine Neuausstattung der Kirche in barockem Stil statt. Diese Ausstattung ist bis heute im Inneren der Kirche bestimmend. In der Mitte des 19. Jahrhunderts wurde eine Renovierung der Kirche vorgenommen.

## Baubeschreibung
Das Kirchengebäude besteht aus einem Langhaus mit eingezogenem dreiseitig geschlossenen Chor, der sich durch einen runden gefassten Chorbogen anschließt. Der Chor besteht aus zwei Jochen, das Langhaus verfügt über zwei Fensterachsen, die durch Stichbogenfenster gebildet werden. Abgeschlossen ist der Chor durch eine Stichkappentonne, während sich im Langhaus eine vertäfelte Flachdecke befindet die vermutlich von Hans Neher gegen Ende des 17. Jahrhunderts geschaffen wurde. Reste eines spätgotischen Netzgewölbes, welches herausgeschlagen wurde, finden sich noch im Chor. Der Zugang zur Kirche befindet sich auf der Westseite und ist stichbogig. Die Holztüre stammt aus der Zeit um 1810. Der Kirchturm ist mit einem Satteldach gedeckt und befindet sich im nördlichen Chorwinkel. Dieser stammt aus dem 15. bzw. 16. Jahrhundert und ist aus Rollsteinmauerwerk errichtet. Zwei Zugangstüren zum Kirchturm sind an der Nordwand des Chores eingelassen. Im Untergeschoss des Kirchturms ist die Sakristei untergebracht. Zwei rundbogige gekuppelte Schallöffnungen mit achteckigen aus Tuffstein gefertigten Zwischensäulen befinden sich im Glockengeschoss des Kirchturms.

## Innenausstattung

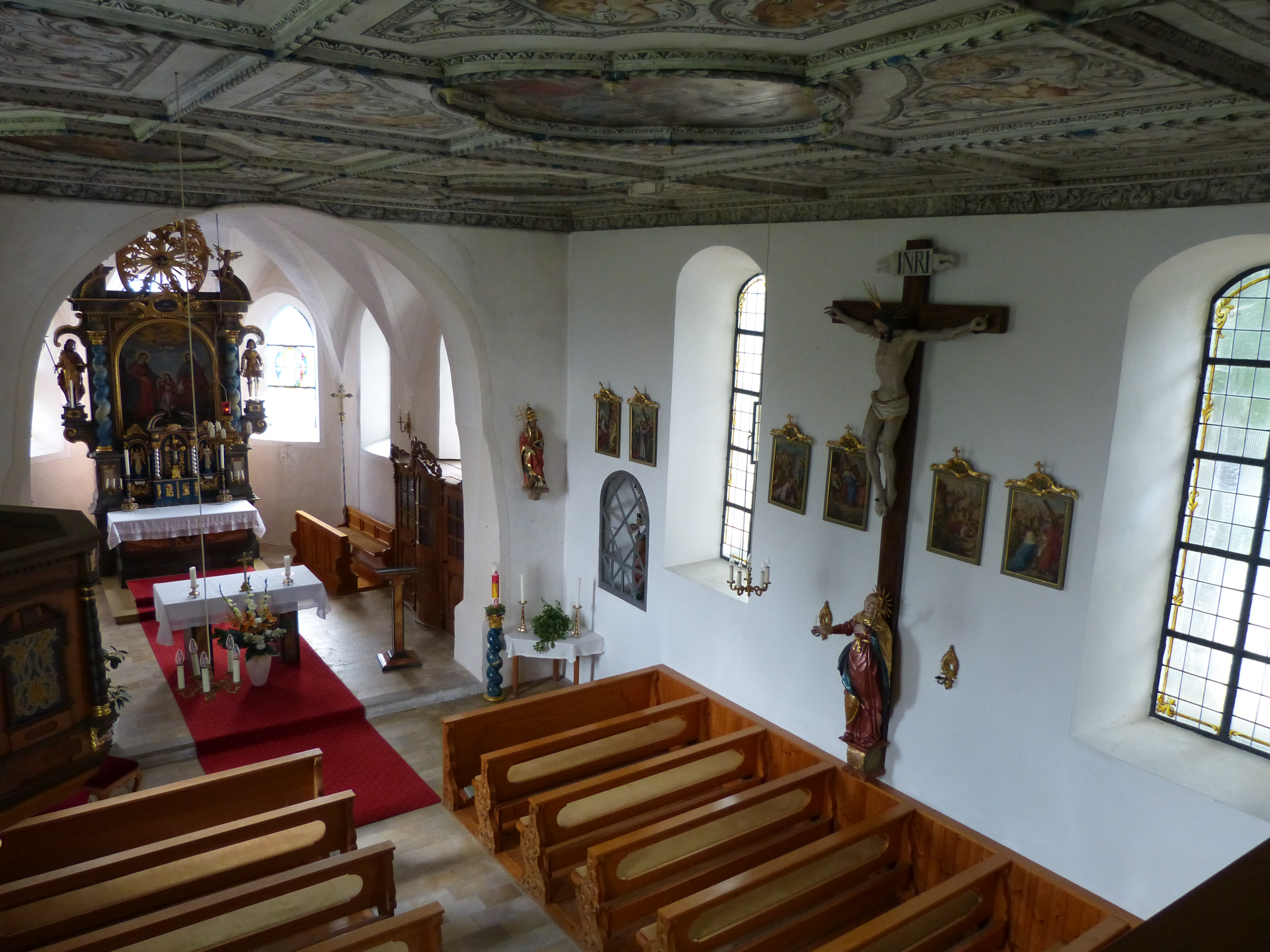
Innenansicht von St. Johannes der Täufer, Überbach

Der Hochaltar wie auch die Seitenaltäre wurden 1680/1690 von Hans Neher geschaffen. Die Fassung des Hochaltares wurde 1930 erneuert, die Seitenaltäre besitzen noch die Fassung von 1856. Das Altarblatt des Hochaltares zeigt die Heilige Familie und ist mit I. Weibel 1907 signiert. Umgeben ist das Altarblatt von gedrehten Säulen. Seitlich auf den Voluten sind Holzfiguren mit den Darstellungen des Johannes des Täufers, sowie eines weiteren männlichen Heiligen. Beide stammen aus dem 17. Jahrhundert. Eine Heilig-Geist-Taube ist auf dem gesprengten Segmentbogengiebel darüber angebracht. Diese ist von Akanthuswerk umgeben. Von gedrehten Säulchen umgeben ist der Tabernakel. Beidseitig des Chorbogens befinden sich zwei gefasste Holzfiguren. Die linke Figur von 1480 stellt den heiligen Sylvester dar.
Vermutlich ebenfalls von Hans Neher stammt die Kanzel um 1690. Die Kanzel verfügt über keinen Schalldeckel und wurde im 19. Jahrhundert vereinfacht. Der Kanzelkorb ist fünfseitig und besitzt gedrehte Säulchen auf Konsolen mit Engelsköpfen. Das Votivbild unter der Empore ist mit 1808 bezeichnet und zeigt die Kreuzigung mit armen Seelen. Das Holzkruzifix mit der Schmerzensmutter ist barock.
Die Ausmalung der Kirche stammt ebenfalls aus der Zeit 1680/1690 und wurde vermutlich durch Georg Wassermann geschaffen. Das Deckenfresko im Chor stellt die Taufe Christi im Jordan dar und wurde mehrmals erneuert. Die getäfelte Decke im Langhaus zeigt unter anderem die Krönung Mariens, sowie die vier Evangelisten in den Ecken. Die neun Felder der Emporenbrüstung stellen den Heiligen Vitus, sowie Christus, Maria sowie rechts und links davon jeweils drei Apostelpaare dar.

## Orgel

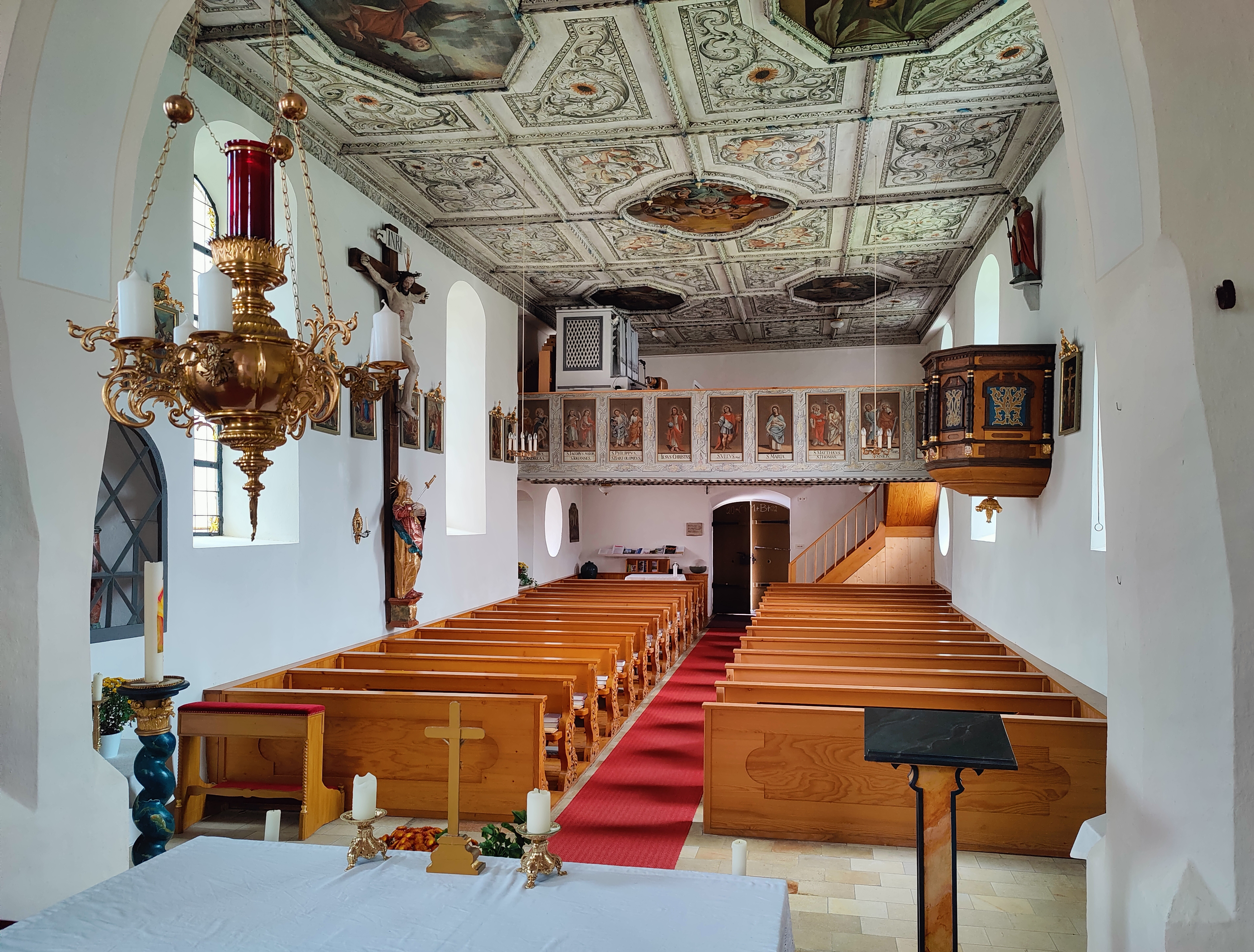
Innenraum, Blick nach Westen (2022)

Die Orgel hatte Max Maerz um 1850 für die Wallfahrtskapelle in Birkenstein als pedalloses, einmanualiges Werk mit fünf Registern und mechanischer Traktur erbaut. Sein Werkstattnachfolger Franz Borgias Maerz erweiterte das Instrument 1878 um ein pneumatisch angesteuertes Pedalwerk mit einem Subbaß. 2000 erfolgte ein Verkauf an das Orgelzentrum Valley, von wo es 2001 angekauft und durch zwei Hobbyorgelbauer nach Überbach umgesetzt wurde. Die aufstellungsbedingt vormals prospektlos gebliebene Orgel bekam nun durch örtliche Künstler eine Schauseite. Das Pedalregister wurde durch ein gleichartiges mit historischen Pfeifen ersetzt; aus Platzgründen sind die längsten sechs liegend angebracht. Des Weiteren wurde ein neues Gebläse installiert.

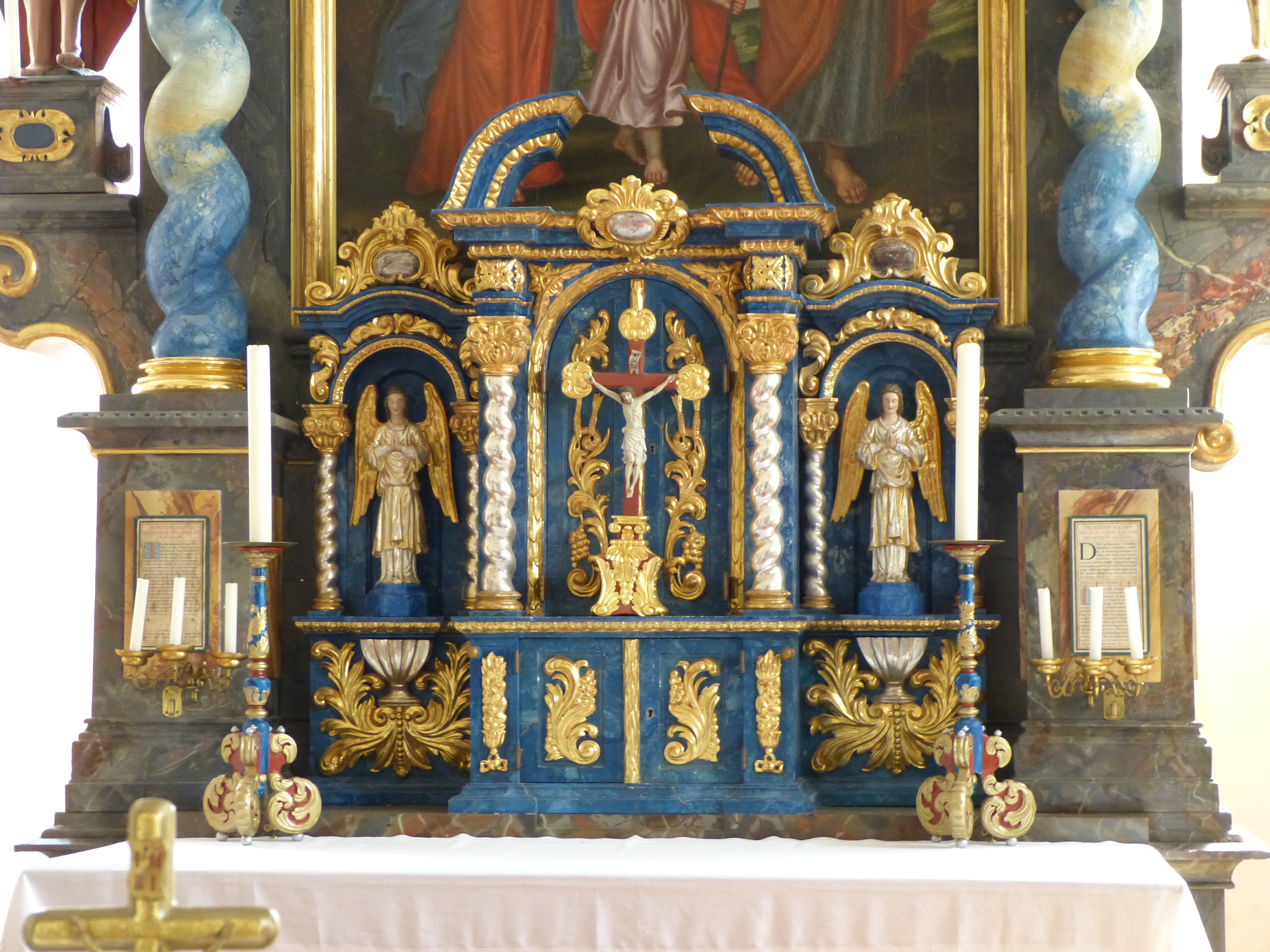
Tabernakel des Hochaltars
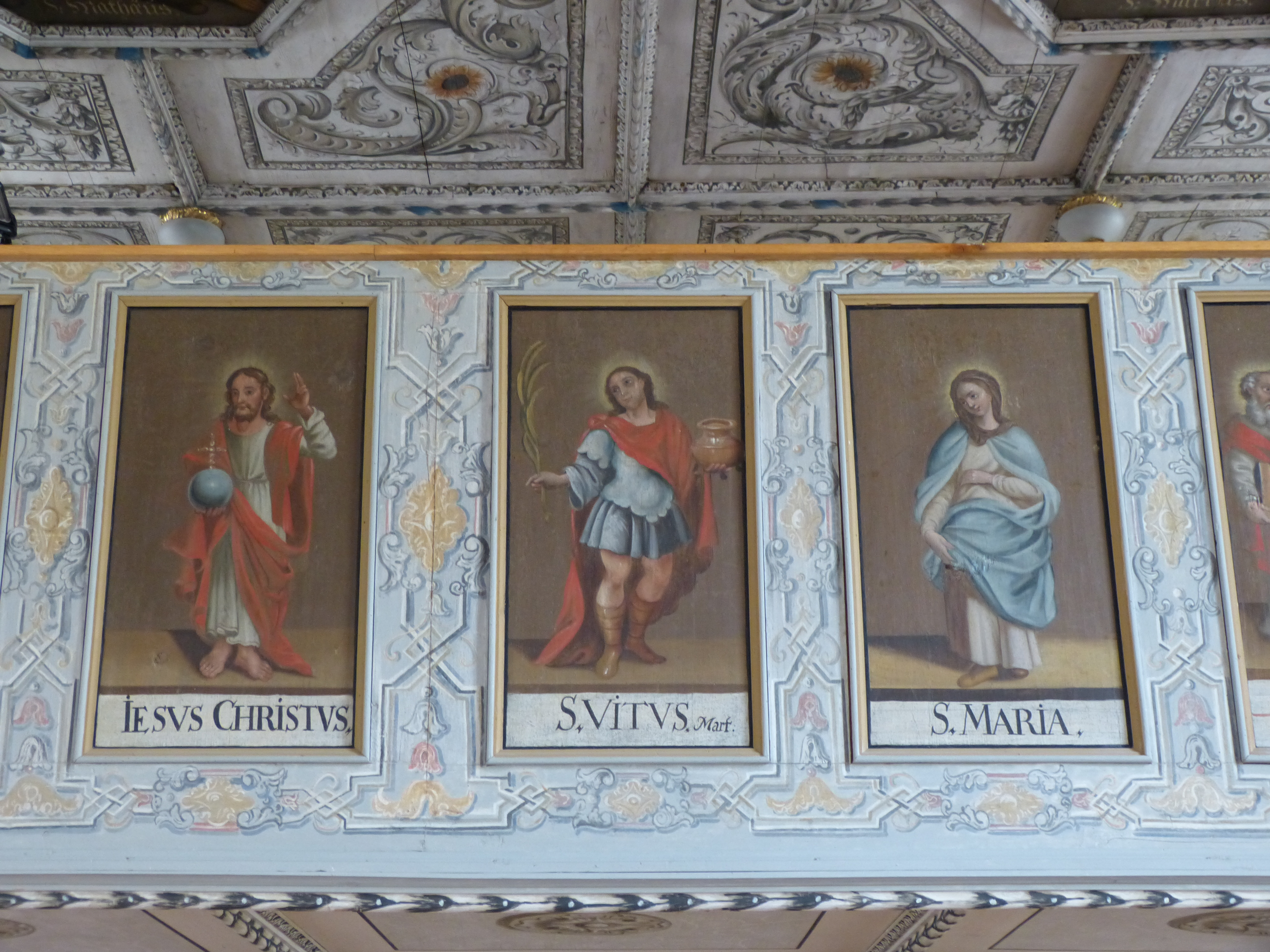
Gemälde der Emporenbrüstung mit Jesus, Vitus und Maria
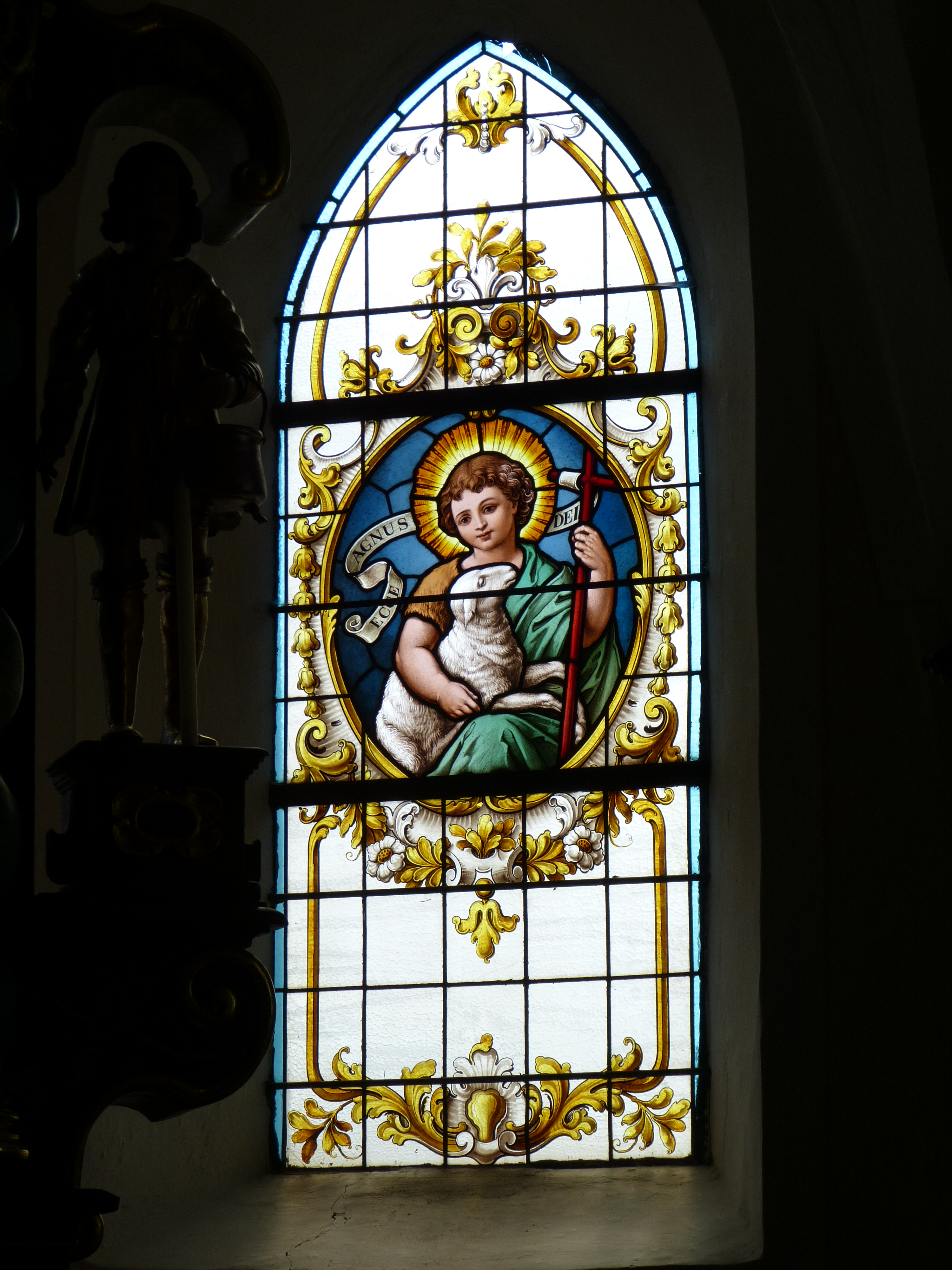
Glasfenster im Chor